# Dioses del viento griegos

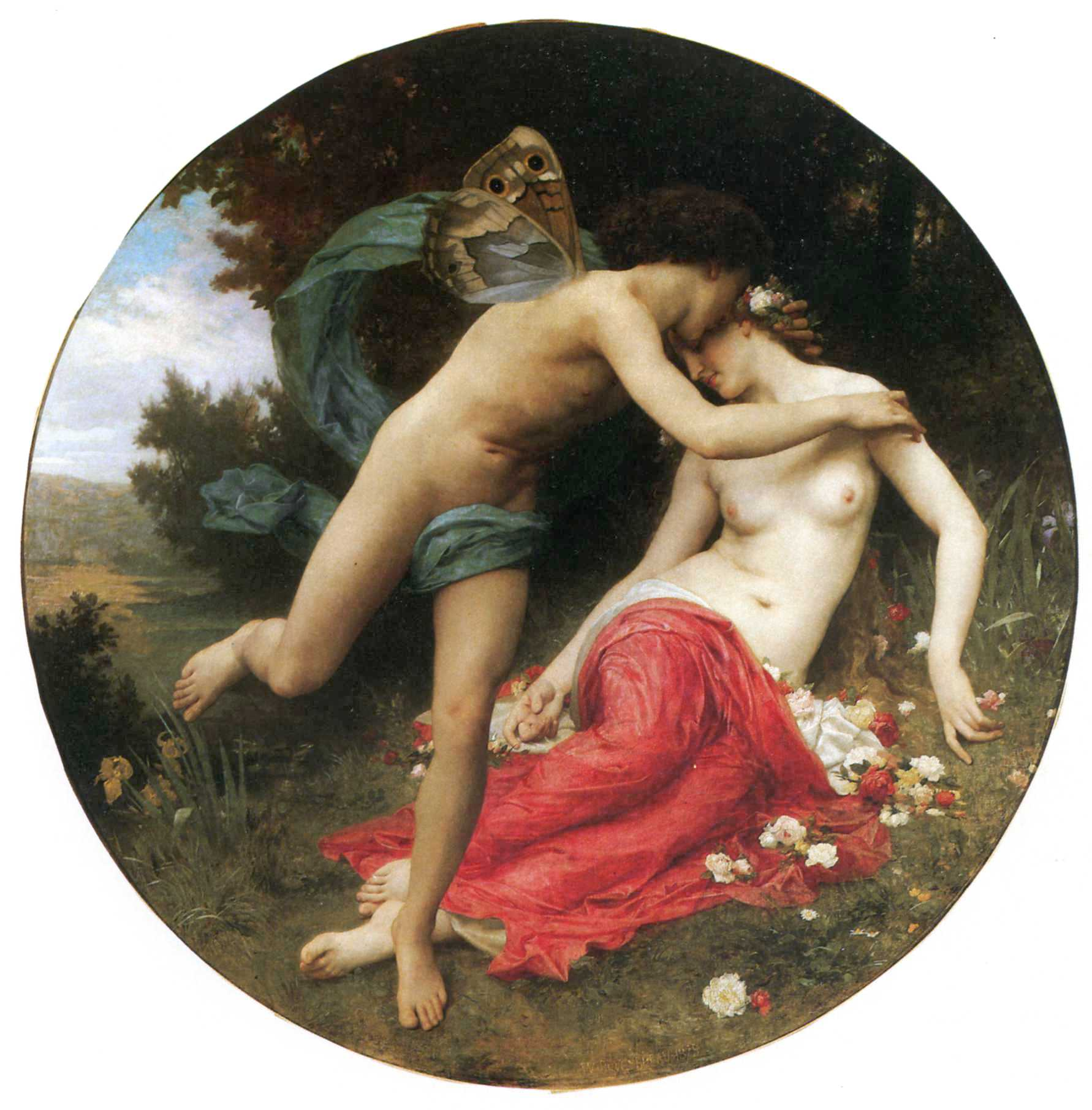
Céfiro, el dios griego del viento del oeste, y la diosa Flora, fresco de William-Adolphe Bouguereau (1875).

En la mitología griega, los ánemoi o ánemos (en griego antiguo ἄνεμοι, ‘vientos’) eran los dioses y personificaciones de los vientos, que se correspondían con los puntos cardinales desde los que venían sus respectivos vientos y que estaban relacionados con las distintas estaciones y estados meteorológicos. A veces eran representados como simples ráfagas de viento y otras se les personificaba como hombres alados, e incluso en ocasiones tomaban la forma de caballos encerrados en los establos de su señor y gobernante, Eolo, que reside en isla de Eolia, si bien también los demás dioses, especialmente Zeus, ejercen poder sobre ellos. Según Hesíodo los vientos beneficiosos —Noto, Bóreas, Argestes y Céfiro— eran hijos de Astreo y Eos, y los destructivos lo eran de Tifón. En un escolio se nos dice que «Crono, en efecto, tuvo como hijos a Eros y a todos los vientos».
Tanto ἄνεμος, -οι (en griego) como ventus, -i (en latín) significa «viento(s)».

## En los escritos griegos
Homero nombra los cuatro vientos principales.
- Bóreas (Βορέας), el viento del norte que traía el frío aire invernal;
- Noto (Νότος), el viento del sur que traía las tormentas de finales del verano y del otoño; (Ilíada II,145)
- Céfiro (Ζέφυρος), el viento del oeste que traía las suaves brisas de la primavera y principios del verano; (Ilíada II,147)
- Euro (Εὖρος), el viento del este, que no estaba asociado con ninguna de las tres estaciones griegas y es el único de estos cuatro que no se menciona en la Teogonía de Hesíodo ni en los himnos órficos. Bóreas y Céfiro suelen ser mencionados juntos en Homero, al igual que Euro y Noto. (Ilíada II,145)

Posteriormente los escritores, especialmente los filosóficos, se esforzaron en definir los vientos con mayor precisión, según sus lugares en la brújula. Así Aristóteles, además de los cuatro vientos principales (Bóreas o Aparctias, Euro, Noto y Céfiro), menciona a tres entre Bóreas y Euro: Meses, Cecias y Apeliotes, entre Euro y Noto a Fenicias, entre Noto y Céfiro a Libis y entre Céfiro y Bóreas sitúa a Argestes (también llamado Olimpias o Escirón) y Trascias. Debe también ser observado que, según Aristóteles, Euro no corresponde al este sino al sureste.
Las deidades equivalentes a los Anemoi en la mitología romana eran los Venti (en latín ‘vientos’). Estos dioses tenían nombres diferentes, pero por lo demás eran muy similares a sus equivalentes griegos, tomando prestados sus atributos y siendo frecuentemente mezclados con ellos.

## Mitos

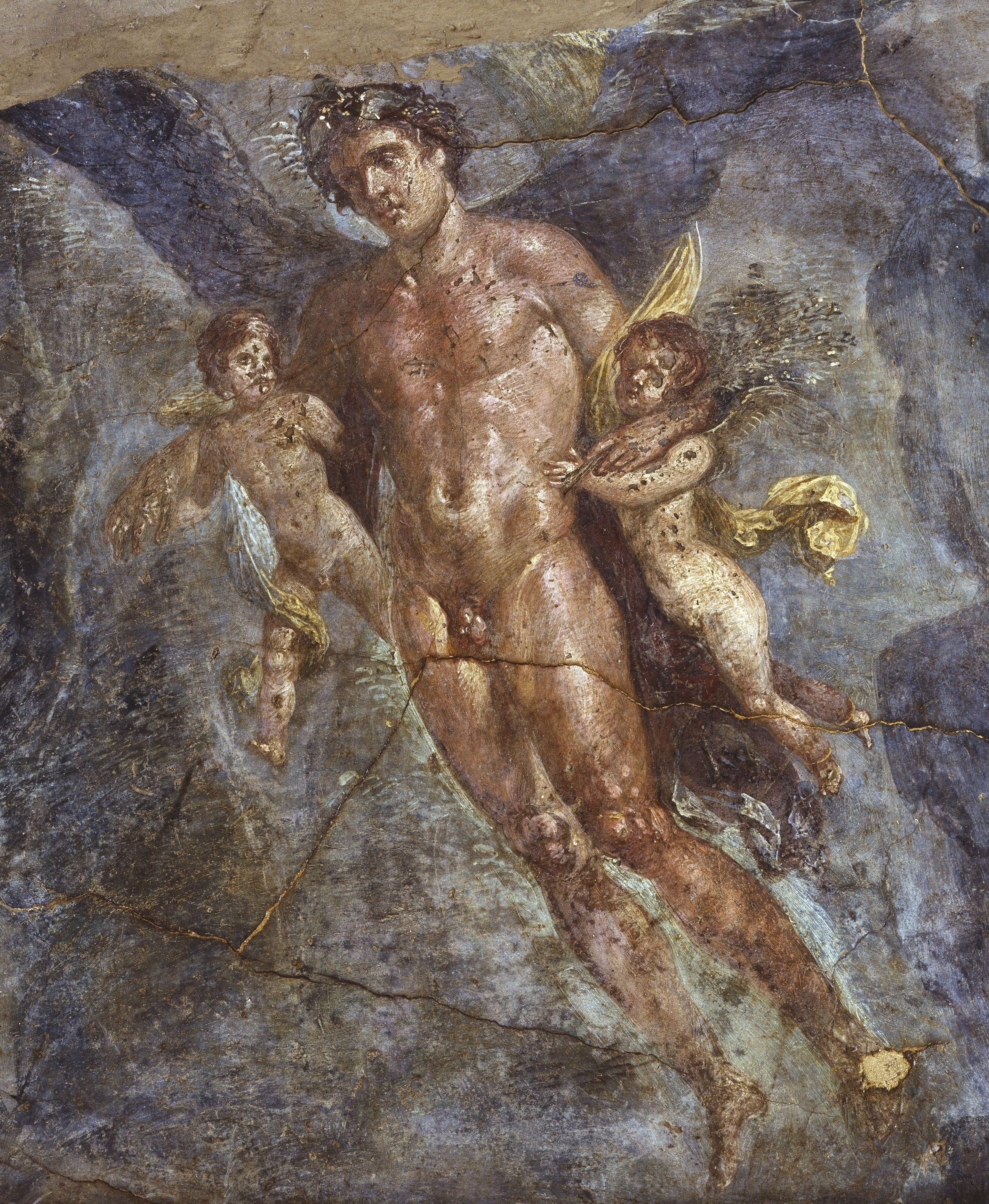
Céfiro, fresco romano antiguo (54-68 d. C.), Pompeya, Italia

En la Odisea, Eolo proveyó a Odiseo de un odre en el que se encontraban metidos los Anemoi.
Cuando la pira funeraria de Patroclo no pudo ser prendida, Aquiles prometió hacer sacrificios a los vientos y así Iris se apresuró a buscarlos, hallándolos dándose un festín en el palacio de Céfiro en Tracia. Bóreas y Céfiro, a instancias de Iris, cruzaron inmediatamente el mar tracio hasta Asia, haciendo que el fuego ardiera.

## Vientos principales

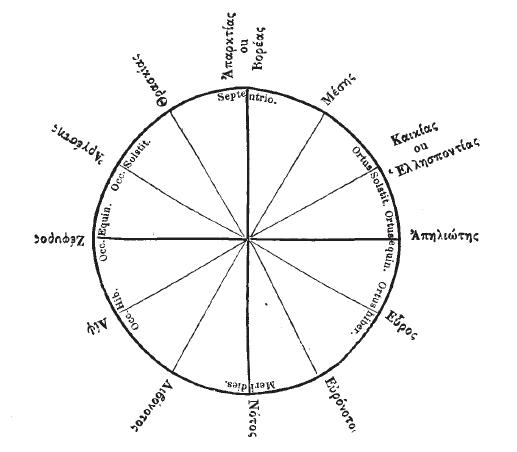
Rosa de los vientos tal como era conocida para los griegos. El esquema es un resumen de las fuentes griegas recopilado por Adamantios Korais hacia 1796

### Viento del sur
Noto (en griego antiguo Νότος Nótos) era el dios del viento del sur. Estaba asociado con el desecador viento caliente de la salida de Sirio tras el solsticio de verano y se creía que traía las tormentas del final del verano y del otoño, por lo que era temido como destructor de las cosechas. 
«Rápidamente acércate a la orilla de fina arena; bien: contempla el mar, huye hacia la tierra de la locura cruel, temible, que extravía en el mar, del viento noto».
Su equivalente en la mitología romana era Austro, la personificación del siroco, que traía densas nubes y niebla o humedad.

### Viento del este
Euro (en griego antiguo Εὖρος Eúros) era la deidad que representaba al funesto viento del este. Se creía que traía calor y lluvia, y su símbolo era una vasija invertida derramando agua.
Su equivalente en la mitología romana era Vulturno (no confundir con Volturno), un dios-río tribal que más tarde pasaría a ser la deidad romana del río Tíber.

## Vientos menores

### Vientos de las tempestades
Originalmente, como atestiguan las obras de Hesíodo y Homero, estos cuatro dioses menores eran los ánemoi thúellai (Ἄνεμοι θύελλαι, ‘vientos de las tempestades’), démones malvados y violentos creados por el monstruoso Tifón, equivalentes masculinos de las harpías, a las que también se llamaba thuellai. 
«Son hijos de Tifón los recios Vientos de húmedo soplo. Estas brisas soplan caprichosamente sobre el mar; unas dejándose caer en el mar sombrío, azote terrible para los mortales, se precipitan en funesto vendaval y, unas veces en un lugar, otras en otro, con sus ráfagas destruyen las naves y hacen perecer a los navegantes. No hay escape del mal para los hombres que se topan con ellas en el ponto. Otras en cambio, a lo largo de la tierra sin límites cubierta de flores arrasan los deliciosos campos de los hombres nacidos en el suelo, llenándolos de polvo y de atroz confusión».
Cuatro dioses menores del viento aparecen en unas pocas fuentes antiguas, tales como la Torre de los Vientos en Atenas. Los vientos húmedos eran aquellos que Eolo guardaba en sus establos: los otros cuatro Anemoi «celestiales» no permanecían encerrados. Sin embargo, escritores posteriores confundieron y mezclaron ambos grupos, olvidándose la distinción durante mucho tiempo.

### Viento del noreste
Cecias (en griego antiguo Καικίας) era el dios-viento del noreste. Es el encargado de arrojar el granizo. Se le representa como un hombre alado, viejo, con barba, completamente vestido de túnica y descalzo, sostiene entre sus dos manos una cesta, o más propiamente, un escudo lleno de granizo.
Su equivalente en la mitología romana es el dios-viento Caecius.

### Viento del sureste
Apeliotes es el dios-viento del sureste. Es el encargando de hace soplar el viento que hace madurar las frutas y el trigo, por ende a veces se le llama "El viento del Otoño". De él se decía que tenía su hogar cerca del palacio de Helios, el dios-Sol, hacía el Oriente, y por ende, a Apeliotes se le llama a veces ‘El viento cruzado’ pues es el que se encarga de ir guiando los rayos del Sol. Se representa en el Arte como un hombre alado, joven, sin barba, completamente vestido de túnica, y calzando coturnos, llevando entre sus manos parte de un manto que lo envuelve parcialmente y sobre el cual, sostiene entre sus manos, una gran cantidad de frutas y granos.
En la mitología, a veces hay confusiones frecuentes entre el dios-viento Apeliotes y el dios-viento Euro, algunos le atribuyen a Apeliotes no la dirección del Este de la rosa náutica como es lo común, sino la dirección del Noreste, quedando entonces, la dirección Este al dios Euro.
En la mitología romana el equivalente a Apeliotes es el dios-viento Argestes.

### Viento del noroeste
Coro (en griego antiguo Skirion) es el dios-viento del noroeste. Por ser un viento frío y seco, se le asocia directamente con el inicio del invierno. Iconográficamente se le representa como un hombre alado, viejo y barbudo, con el cabello desordenado, completamente vestido en túnica, y calzando coturnos, llevando entre sus brazos una vasija de bronce de la cual esparce ardientes cenizas.
Su equivalente en la mitología romana es el dios-viento Caurus o Corus.

### Viento del suroeste
Libis era el dios-viento del suroeste. Tiene en su poder la popa de un barco como en actitud de andar dirigiendo uno él mismo. Se representa como un hombre alado, muy joven, sin barba, vestido con túnica y descalzo, sosteniendo entre sus manos el timón de una nave. Su función dentro de la mitología griega no está muy definida.
En la mitología romana su equivalente es el dios-viento Afer ventus ("viento africano") o Africus. En la actualidad, se le identifica con el viento Áfrico o Ábrego.

## Adoración
Se sacrificaban corderos negros a los vientos destructivos y blancos a los favorables. Bóreas tenía un templo en el río Iliso en el Ática, entre Titane y Sición había un altar de los vientos, en el que un sacerdote ofrecía un sacrificio a los vientos una vez al año. Céfiro tenía un altar en el camino sagrado a Eleusis.

## Iconografía

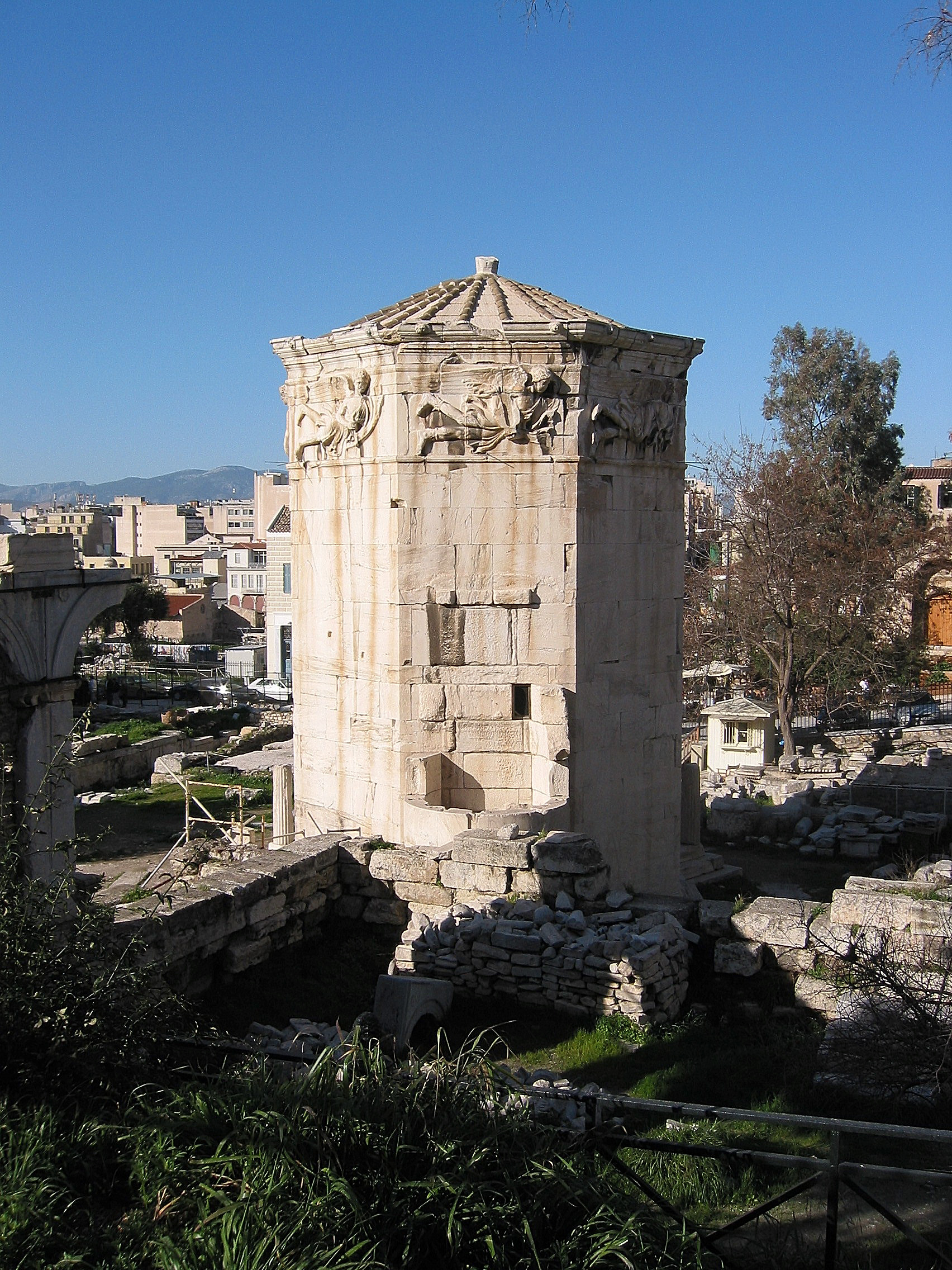
La Torre de los Vientos en el ágora romana de Atenas.

Los vientos fueron representados por poetas y artistas de diversas formas. Estos últimos solían mostrarlos como seres con alas en sus cabezas y hombros. En el cofre de Cipselo, Bóreas aparece en el momento de raptar a Oritía, representado con serpientes en lugar de piernas. El monumento más importante representando a los vientos es la torre octogonal de Andrónico de Cirro en Atenas. Cada uno de los ocho lados del monumento representa uno de los ocho vientos principales en actitud voladora. Un Tritón móvil en el centro de la cúpula señalaba con su vara al viento que soplaba en cada momento. Todas estas ocho figuras tenían alas en los hombros, iban vestidas e indicaban las peculiaridades de los vientos en sus cuerpos y en diversos atributos.
En el Museo Pío-Clementino hay un monumento de mármol en el que los vientos se describen con sus nombres griegos y latinos: Septentrio (Aparctias), Eurus (Euro o sureste) y entre estos Aquilo (Bóreas), Vulturnus (Cecias) y Solanus (Apeliotes). Entre Euro y Notus (Noto) sólo hay uno, el Euroauster (Euronoto), entre Noto y Favonius (Céfiro) están señalado Austro-Africus (Libonoto) y Africus (Libis), y entre Favonio y Septentrio se encuentran Chrus (Yápix) y Circius (Tracio).